# Gultrøjer og Rødtrøjer
Gultrøjer og Rødtrøjer er populære navne på to stridende thailandske politiske grupper, henholdsvis konservativ og progressiv.

## Gultrøjer
Gultrøjer refererer til gruppen Phanthamit Prachachon Pheu Prachathipatai (med thailandske skriftegn: พันธมิตรประชาชนเพื่อประชาธิปไตย, engelsk: People's Alliance for Democracy (PAD), dansk: Folkets alliance for demokrati), der er en reaktionær (konservativ) gruppe og tilhænger af det thailandske monarki (gul er kongeflagets farve). Gruppen var oprindeligt en koalition af demonstranter mod Thaksin Shinawatra, Thailands tidligere premierminister fra 2001 til 2006.

### Hvorfor kongefarven er gul
I Thailand er hver ugedag repræsenteret af en lykkebringende farve, hvilket stammer fra gamle hinduistisk astrologiske overbevisninger, der stadig eksisterer i Thailand. Både kong Vajiralongkorn og hans far, kong Bhumibol blev født på en mandag, så deres farve er gul.

### 2008 optøjer
I august 2008 beslaglagde Gultrøjer Government House (regeringsbygningen) for at presse Samak Sundaravejs koalitionsregering til, at træde tilbage. PAD-tilhængere indtog også lufthavne i Phuket, Krabi og Hat Yai, foruden blokader af store veje og motorveje. Sympatiske statsvirksomheders fagforeninger bistod og standsede jernbaner over hele kongeriget. Desuden truede de med, at lukke for elektricitet og vandforsyning til ikke-PAD-tilhængere. De væbnede Gultrøje-styrker, Srivichai Warriors, beslaglagde regeringens Tv-udsender samt adskillige ministerier. Vold mellem Gultrøje-tilhængere og moddemonstranter efterlod snesevis sårede og en dræbt Gultrøje-demonstrant. Velhavende Gultrøje-tilhængere truede med et bankstormløb, der kunne destabilisere det thailandske finanssystem, hvis Samak-regeringen ikke trådte tilbage.
Protesterne eskalerede efter forfatningsdomstolen fandt Samak skyldig i, at overtræde en lov, der forbyder ministre at modtage løn fra et andet job. Gultrøjer omringede parlamentet og brugte barrikader med NATO-pigtråd for, at forhindre referingsmedlemmer i at mødes og høre Samaks afløser, forhenværende premierminister Thaksin Shinawatras svoger, Somchai Wongsawat, formelt bekendtgøre sin politik. Politiet brugte magt til at sprede demonstranterne, hvilket resulterede i hundredvis af alvorlige kvæstelser og en ung kvindes død, alt sammen forårsaget af eksplosioner af kinesisk fremstillede tåregasgranater, som dårligt trænet politi affyrede direkte mod demonstranterne.
I november blokerede Gultrøjer parlamentet, forud for en afgørende samling. De brugte kaprede offentlige busser til at tage kontrol over regeringens foreløbige kontorer i Don Mueang Lufthavnen og overtog kontrollen over Bangkok's nye internationale Suvarnabhumi Lufthavn. Gultrøjerne truede tillige med, at belejre havnene på den østlige kyst. Belejringer og protester sluttede, efter at forfatningsdomstolen opløste People's Power Party (forkortet PPP) og forbød dets ledere at deltage i politik. Hærchef Anuphong Phaochinda pressede mange PPP-parlamentsmedlemmer til at skifte af til Det Demokratiske Parti og vælge Abhisit Vejjajiva som ny premierminister. PAD-aktivist Kasit Piromya blev udnævnt til udenrigsminister i den ny regering.

### Efterfølgende retssager
AoT (Airports of Thailand, dansk: Thailands Lufthavne) har siden gennem årlange retssager søgt erstatning for de skader, der blev forvoldt ved aktionerne. Den 20. oktober 2023 afsagde den Centrale Konkursret dekret mod 11 centrale personer i det nu opløste PAD, ved at udstede en absolut betalingsstandsning mod dem. Civilretten bemyndigede 13 PAD-tilknyttede selskaber til at kompensere AoT over 522 millioner baht (omkring 100 millioner kroner), som en del af en væsentlig kendelse, der går tilbage til marts 2011, kombineret med en årlig rente på 7,5 procent fra december 2008. Protestledere, der omfatter højprofilerede personer, står over for konkurs.
Den 2. november 2023, stadfæstede Appelretten en dom om, at afvise en sag mod 21 Gultrøje-medlemmer, der var anklaget for i 2008, at bruge magt og vold til, at skabe kaos og oprør, ved at belejre reringsbygningen og presse tidligere premierminister, Samak Sundaravej, til at træde tilbage, samt forhindre et parlamentarisk møde, hvor hans afløser, premierminister Somchai Wongsawat, skulle annoncere sin politiske erklæring. Appeldomstolen afgjorde, at deres forsamling var fredelig uden brug af våben og var i overensstemmelse med principperne om ikke-vold. Desuden var handlingerne inden for borgernes rettigheder i henhold til 2007-forfatningen.

## Rødtrøjer
Rødtrøjer refererer til gruppen แนวร่วมประชาธิปไตยต่อต้านเผด็จการแห่งชาติ (forkortet: นปช, dansk: Forenet front for demokrati mod nationens diktatur, engelsk: United Front for Democracy Against Dictatorship, forkortet UDD), som er en politisk pressionsgruppe, der er allieret med det politiske parti Pheu Thai – tidligere eksisterede partiet under navnet Thai Rak Thai (forkort TRT) – som de facto ledes af tidligere premierminister Thaksin Shinawatra. Gruppen opstod efter militærkuppet i 2006, hvor Thaksin blev afsat.
Rødskjorterne begyndte at samles i 2006 under Democratic Alliance against Dictatorship (forkortet DAAD, dansk: Den Demokratiske Alliance mod Diktatur). Mens bevægelsen protesterede på gaden, kæmpede TRT i parlamentet. Selvom Rødskjorterne aldrig var en del af TRT og senere Pheu Thai, satte de deres håb og tro på partiet. Efter at TRT blev forbudt og opløst i 2007, skiftede rødskjorterne navn til UDD, for at fortsætte deres standpunkt mod militærstyret og kræve demokratiske reformer.
I april og maj 2010 opstod nogle voldelige konfrontationer mellem Rødskjorter og militæret ved Democracy Monument i Bangkok, hvor flere end 90 Rødskjorter blev dræbt. Ingen militærpersonel blev sidenhen draget til ansvar. Manglen på juridiske skridt mod militæret for dets rolle i undertrykkelsen af Rødskjorte-demonstrationerne, ansås af oppositionen, som endnu et bevis på en kultur af straffrihed. Ingen blev heller holdt ansvarlig for tidligere militære undertrykkelser af demonstranter i 1973, 1976 og 1992. Selvom en retssag afgjorde, at hærens personel var ansvarlig for, at dræbe civile inde i et tempel under et sidste angreb på Rødskjorte-lejren den 19. maj 2010, fulgte der aldrig nogen retssag mod soldaterne.
I forbindelse med parlamentsvalget i juli 2011, hævdede Rødtrøjerne, at regeringen under Abhisit Vejjajiva havde overtaget magten illegitimt, støttet af det thailandske militær og retsvæsen. Rødtrøjerne opfordrede til, at det thailandske parlament blev opløst, så der kunne afholdes et nyt parlamentsvalg og anklagede landets elite – det vil sige militæret, retsvæsenet, visse medlemmer af Statsrådet og andre ikke-valgte embedsmænd – for at underminere demokratiet, ved at blande sig i politik.
Ved parlamentsvalget i maj 2023 forventede Pheu Thai, der er et midterparti, at få 310 pladser i parlament, men fik kun 141, svarende til 28 procent. Valgets vinder blev det vestreorienterede, ultra liberale Move Forward Party (dansk: Gå freamad-partiet) med 151 pladser, svarende til 30 procent. De to partier indgik en koalition om at danne regering, men Move Forward-partiets kandidat som premierminister fik ikke stemmeflertal i parlamentet, hvor begge kamre stemmer om premierministeren. Pheu Thai kunne som næststørste parti derefter forsøge at danne regering og søgte koalitionspartnere blandt de konservative partier, der havde støttet den afgående regering med 2014-kupmagerne, trods Pheu Thai i valgkampen havde sagt, at de ikke ville være i regering med disse partier. Dette medførte, at flere Rødtrøje tilhængere i august brændte deres trøjer og forlod bevægelsen. Rødtrøjerne havde håbet på, at Pheu Thai ville ændre det thailandske samfund til det bedre og bringe retfærdighed for de rødtrøjedemonstranter, der blev dræbt i 2010-angrebet. Men disse håb forsvandt, efter Pheu Thai sluttede sig til partier, der nominerede to tidligere generaler som premierministerkandidater – Prawit Wongsuwan og Prayut Chan-o-cha – der var forbundet med drabene i 2010, og at retfærdighed aldrig opnås. Den tidligere rødtrøjeleder, Nattawut Saikua, der i 2022 var blevet ansat i Pheu Thai som direktør for Pheu Thai-familien – en post, der tilsyneladende blev skabt specielt til ham – forlod partiet i protest mod dets tiltag, til at danne en koalitionsregering med militærstøttede partier forbundet med kuppet i 2014.

## Historisk sammendrag
Det hele begyndte i 2001, da Thaksin Shinawatras nyetablerede politiske parti, Thai Rak Thai, for første gang udfordrede Demokraterne, nationens ældste part. Thai Rak Thai-partiet dominerede valget og fik 248 mandater i Repræsentanternes Hus, mens Demokraterne kun vandt 128 pladser.
Fire år senere, i 2005, vandt Thaksin en endnu større jordskredssejr og dannede den første enkeltpartiregering med 377 ud af 500 parlamentsmedlemmer. Reduceret til kun 96 parlamentsmedlemmer anklagede demokraterne Thai Rak Thai for kun at opnå valgsuccesen ved, at købe andre mindre partier ud, for at få flere parlamentsmedlemmer. Demokraterne kaldte valgresultatet for et "parlamentarisk diktatur", da der ikke kunne være nogen mistillidsvotumsdebat, da en sådan forudsatte støtte fra mindst 200 parlamentsmedlemmer.
People's Alliance for Democracy (PAD), bestående af loyalister og nogle demokratiske medlemmer, blev oprettet for at bekæmpe Thaksin. Gruppen bar gule trøjer for, at love loyalitet over for kongen. De anklagede premierminister Thaksin for, at mangle loyalitet over for monarkiet og for at være korrupt. De iscenesatte enorme protester i Bangkoks centrale områder, samt de to vigtigste lufthavne, og lukkede virksomheder i hovedstaden. Dette førte til militærkuppet i 2006, der afsatte Thaksins regering. Selvom Thaksins Thai Rak Thai-parti blev opløst, vandt dets efterfølger, People's Power Party (PPP), magten i 2007. Thaksin var imidlertid flygtet ud af landet, for at leve i selvvalgt eksil, af frygt for domsafsigelse over korruptionssager.
I 2008 kom det demokratiske parti, dengang ledet af Abhisit Vejjajiva, til magten ved at erstatte den People's Power Party-ledede regering, som blev afsat ved dom. Dette medførte oprettelsen af United Front for Democracy Against Dictatureship (UDD), kendt som rødtrøjerne, der begyndte en række protester mod regeringen. UDD hævdede, at Demokraterne havde brugt penge til at købe parlamentsmedlemmer til, at sikre et flertal i Repræsentanternes Hus, og at de også havde indgået aftaler med militæret bag kulisserne. Klædt op i rødt iscenesatte UDD massive protester i hovedstadens forretningsdistrikter. Et militært indgreb førte til, at flere end 90 mennesker omkom og mange andre fik fængselsdomme.
Et år senere opløste Abhisit Repræsentanternes Hus. Thaksins yngre søster, Yingluck Shinawatra, blev hurtigt ført ind på den politiske scene. Hun forbløffede alle ved, at føre det ny Pheu Thai-parti til sejr ved valget i 2011 og fik et klart flertal med 265 pladser, mod Demokraternes 159 pladser. Men efter kun to år i embedet, blev Yingluck-regeringen rystet af enorme protester fra People's Democratic Reform Committee (PDRC), uder ledelse af demokrat-partiets tidligere generalsekretær og parlamentsmedlem, Suthep Thaugsuban. PDRC modsatte sig Yinglucks intention om at lette Thaksins tilbagevenden fra eksil via en kontroversiel amnestilov. Det menes, at PDRC samledede flere end en million tilhængere over hele landet, hvilket tvang Yingluck til at udskrive valg i 2014, som blev boykottet af Demokraterne. Det politiske dødvande åbnede dørene for mulitærkuppet i 2014, der blev iscenesat af general Prayut Chan-o-cha, der efterfølgende blev premierminister og senere medlem at Statsrådet. Siden 2011 har der været stabilt faldende tilslutning til Demokraterne, ved parlamentsvalget i 2023 fik de kun 25 pladser.

## Forsoning ogorange klan
Forsoningsbestræbelser mellem Gultrøjer og Rødtrøjer resulterede i den rød-gule koalitionsregering efter 2023-parlamentsvalget. Politiske kritikere mente, at det ville næppe lykkes, fordi regeringen ikke omfattede alle modstridende parter og fortsatte med, at fængsle mennesker med andre meninger. I stedet for forsoning, skabte de en ny konflikt med den orange klan – det ultra liberale Move Forward Party og dets støtter, der blandt andet var del af protesterne i 2020.
Den 29. august 2024, efter 20 års rivalisering siden Thaksin Shinawatra grundlagde sit senere opløste politiske parti, Thai Rak Thai, og flere, der ofrede livet i den rivaliserende kamp mellem de gule og de røde, indtrådte de gule Demokraterne i koalitionsregeringen under ledelse af den røde ærkefjende, Pheu Thau-partiet.

## Fotogalleri

### Gultrøje protester 2006
- Annonceringen af People's Alliance for Democracy på Royal Plaza den 11. februar 2006.
- Sondhi Limthongkul taler ved et Gultrøje protestmøde i Bangkok.
- Gadebod i Bangkok til indsamling af 50.000 underskrifter til borgerforslag for at afsætte premierminister Thaksin Shinawatra, 5. marts
- Scene til anti-Thaksin-protest ved Sanam Luang-pladsen, Bangkok, 5. marts.
- Flyers og klistermærker med opfordring til Thaksin om at gå af, 5. marts.
- PAD-ledere: (fra venstre) Somsak Kosaisuk, Pipop Thongchai, Sondhi Limthongkul, Somkiet Phongpaibul og Chamlong Srimuang, 17. marts.
- Anti-Thaksin demonstranter på gaden i Bangkoks Siam Square-distrikt, 29. marts.
- Gultrøje-demonstranter, 29. marts.
- Skilt på porten til Government House med tegning af Thaksin og teksten "Get out" (forsvind), 4. april.

### Gultrøje protester 2008
- Et stort banner, installeret af PAD ved Makkawan-broen, viser arrestordre på Thaksin Shinawatra og hans hustru Potjaman Shinawatra, 20. august, 2008.
- Afspærret område med Gultrøje-demonstranter ved regeringsbygninger, Bangkok, august 2008.
- Anti-regeringsprotester i Bangkok, 26. august. På skiltet står "Alliance Kanchanaburi". Kanchanaburi er en provins vest for Bangkok.
- En række bevæbnede Gultrøje-demonstranter ved Democracy Monument (Demokratimonumentet) i Bangkok.
- Gultrøje-demonstranter ved Government House i Bangkok.
- Demonstranter ved Government House i Bangkok, 26. august.
- Demonstranter ved Government House i Bangkok.
- Professor Phuwadol Songprasert taler ved Government House i Bangkok, august.
- Politi parat ved Ratchadamnoen Nak, hovedindgangen til demonstrantzonen, 28. august.
- Protestmarch på Sukhumvit Road i Bangkok, 30. august.

### Rødtrøje protester 2010
- Rødtrøje-demonstration i Bangkok, 13. marts 2010.
- Rødtrøje-demonstration med anslået 65.000 deltagere i Bangkok, 20. marts.
- Rødtrøjer til salg, Bangkok, 29. marts.
- Rødtrøje protest ved Ratchaprasong-krydset i Bangkok den 3. april.
- Politi og Rødtrøjer, Bangkok den 10. april 2010.
- Symbolske rødtrøje-kister for de første ofre ved Democracy Monument i Bangkok den 11. april.
- TV 2s Rasmus Tantholdt rapporterer fra Rødtrøjeprotest i Bangkok den 12. april.
- Ødelagt militærkøretøj i Bangkok den 12. april.
- Kapret kampvogn i Bangkok den 12. april.
- Rødtrøje-blokade i Bangkok den 26. april.
- Udbrændt militærkøretøj ved Rama 4-vejen i Bangkoks Sathorn-kvarter den 15. maj.
- Brand i en forretning ved Rama 4-vejen, brandvæsenet bekæmper branden bagfra, da det er for farligt at færdes på Rama 4, Bangkok den 16. maj.
- Soldater og politi i Chiang Mai den 19. maj.
- Soldater nær ved Rødtrøje-barrikade ved Chulalongkorn Hospital i Bangkok den 19. maj .
- Type-85 AFV kampvogn ved Rødtrøje-barrikade ved Chulalongkorn Hospital i Bangkok den 19. maj.
- En enlig Rødtrøje-demonstrant foran et brandene køretøj. Brandbiler venter i baggrunden, de bliver kort efter stormet og sat i brand. Chiang Mai den 19. maj.
- Brandbiler sat i brand af Rødtrøje-demonstranter i Chiang Mai den 19. maj.